# Walsrode
Walsrode è una città di 24.069 abitanti della Bassa Sassonia, in Germania.
Appartiene al circondario della Landa.
Il territorio comunale comprende le frazioni (Stadtteil) di Ahrsen, Altenboitzen, Benefeld, Benzen, Bockhorn, Bomlitz, Bommelsen, Borg, Düshorn, Ebbingen, Fulde, Groß Eilstorf, Hamwiede, Hollige, Honerdingen, Hünzingen, Idsingen, Jarlingen, Kirchboitzen, Klein Eilstorf, Krelingen, Kroge, Nordkampen, Schneeheide, Sieverdingen, Stellichte, Südkampen, Uetzingen, Vethem e Westenholz.